# Skånske Lov
Skånske Lov blev nedskrevet mellem 1202 og 1216 og påvirkede det ældste danske skriftsprog; Jyske Lov kom først i 1241. Skånske Lov gjaldt Skånelandene: Skåne, Halland, Blekinge og Bornholm.
Loven er, strikt set, ligesom de samtidige danske landskabslove en retsbog (de) (tysk: Rechtsbuch), dvs. et udgangspunkt til forhandling på tinget efter den skriftliggjorte samling af den i landskabet gældende sædvaneret, om arv og eje, ægteskab, jordens rebning (opmåling), bylagets forhold, drab, legemskrænkelser, hærværk, tyveri, ran og sædelighedsforbrydelser - blandt landskabslovene blev Jyske Lov dog kongeligt håndfæstet.
Ved siden af de gamle sædvaneretlige bestemmelser står ofte yngre regler præget af Valdemarstidens omskiftelige retsorden. Lovens tidspræg viser sig ved, at den flere steder gengiver modstridende opfattelser af, hvad der var gældende ret, men påvirkningen fra kongemagten er alligevel tydelig, idet Skånske Lov som den eneste af landskabslovene har indarbejdet en række kongelige forordninger, som kendes fra anden side. Herudover findes øvrige, lidt yngre tillæg, som uddyber og ændrer visse af lovens bestemmelser.
Ligesom de øvrige landskabslove - Jyske Lov, Valdemars Sjællandske Lov og Eriks Sjællandske Lov - kan Skånske Lov meget vel være blevet udarbejdet af en kreds af lovkyndige og betydningsfulde mænd efter en fælles tingbeslutning, og den opnåede tilsyneladende hurtigt autoritet som gældende lov for Skånelandene. Den blev første gang trykt i 1505 af Gotfred af Ghemen, men større udbredelse fik Henrik Smiths omarbejdede og sprogligt fornyede udgave.

## Datering
Skånske Lov tidsfæstes til mellem 1202 og ca. 1216, idet dens dels har optaget og indarbejdet en række forordninger af Valdemar Sejr (1202-41) og dels fastholder jernbyrd som bevismiddel, hvilken blev afskaffet af det fjerde laterankoncil i 1215 og kort tid efter af kong Valdemars jernbyrdsforordning. I de øvrige landskabslove samt i nogle senere håndskrifter er jernbyrd afløst af nævn, men dette er fx ikke tilfældet med den i 1505 trykte tekst. Lovens første virke må ligge længere tilbage.

## Håndskrifter
Afskrifter af Skånske Lov findes bevaret i adskillige håndskrifter, hvoraf de seks er fra et tidsrum før 1350, hvor sproget er ældre middeldansk. Disse håndskrifter er undersøgt og behandlet flere gange. C.J. Schlyter valgte i sin udgave af Skånelagen fra 1859 som grundtekst ,at bruge Codex holmiensis B 76,4°, også kaldet det hadorphske håndskrift opkaldt efter den svenske rigsantikvar Johan Hadorph, der fik det trykt i 1676. Udgiverne af Danmarks gamle Landskabslove, (Gyldendal 1933-1961), valgte i stedet at lægge det runeskrevne Codex Runicus til grund, da dette blev anset for at være ældst.
Manuskriptet - AM 28,8° i Den Arnamagnæanske Samling i København - er også en enestående (og nordisk) lovtekst. Den der har skrevet lovteksten, har som penneprøve indført de ældst kendte danske noder med tilhørende visetekst:
" Drømde mik en drøm i nat, um silki ok ærlik pæl"
Melodien er siden 1931 blevet brugt som Danmarks Radios første og mest kendte pausesignal.
Siden har Erik Kroman ved en palæografisk undersøgelse påvist, at det før omtalte Codex holmiensis. B 74,4°, der også omfatter Skånske Kirkelov, kan være skrevet så tidligt som omkring 1250 (snarere før end efter), hvad der gør det til et af de ældste håndskrifter skrevet på dansk. Det kan bl.a. konstateres, at det er skrevet i overgangen mellem karolingisk og gotisk bogskrift, idet der endnu bruges ę og æ med "hale".
Codex holmiensis B74,4° falder, som vist af Johannes Brøndum-Nielsen i to dele, da skriveren har skiftet forlæg et sted først i loven. Den sidste del har et mærkbart ældre og skånskpræget sprog. Af samme grund har Anders Bjerrum bygget sin "Grammatik over Skånske Lov : efter B 74" (1966) efter denne del af håndskriftet.
Fra Skånske Lov kendes også den såkaldte skåningestrofen, de stolte ord på middeldansk:
"Haui that Skanunga ærliki mæn, toco vitar oræt aldrigh æn", eller: "Sæd er hos skåninger, de ærlige mænd, de tog mod uret aldrig end".

Denne konstatering af, at skåningene aldrig har tålt nogen uret i deres eget land, er Skånelandenes egentlige valgsprog.

## Andre skånske love
Næppe meget yngre end den nukendte udgave af Skånske Lov er Anders Sunesens parafrase (AS), en i det latinske sprog omarbejdet, kommenteret og forklaret udgave af SkL, der med sine lovbegrundelser og retlige definitioner er historikere og retshistorikere til stor hjælp ved forståelsen af de enkelte bestemmelser. Der har været fremsat gisninger om, at den kunne have tjent som lærebog ved undervisningen i domskolen i Lund.

### Arvebog & Orbodemål
Ved siden af Skånske Lov benyttedes i senmiddelalderens Skåne en udgave af Valdemars Lov kaldet Arvebog & Orbodemål, der kun indeholdt familie- og arveret (arvebogen) samt to dele med strafferetlige afsnit (orbodemål). I flere håndskrifter efterfølger den Skånske Lov og nævnes da med udtryk som "Konning Woldemars ny loug", "Novella lex scanie regis waldemari", "then loug kong Voldemar gjorde anden tiid" og lignende. Arvebog & Orbodemål er kun overleveret i skånske håndskrifter fra begyndelsen af det 15. århundrede eller senere, men Erik Kroman formoder, at den må have været kendt i Skåne allerede ved udarbejdelsen af Skånske Lov, eftersom den synes at have præget dennes opbygning. Omvendt blev en række af Skånske Lovs artikler vedrørende 'landboret' - landboeren er senere kendt som fæstebonde - samt slægtsrelationer optaget i omarbejdet form i den såkaldte Ældre Redaktion af Valdemars Lov, og også i Jyske Lov er påvirkningen fra Skånske Lov mærkbar.

### Skånske Kirkeret og Skånske Stadsret
Endelig kendes fra østdansk grund Skånske Kirkeret og Skånske Stadsret begge nærmest med form af et tillæg til hovedloven. Førstnævnte er en overenskomst mellem ærkebiskop Eskil og de skånske bønder vedrørende kirkelige forhold og områder, der hørte under den kanoniske ret. Den må være samtidig med Sjællandske Kirkeret, der daterer sig selv 21. juli 1171, idet de to kirkelove i al væsentlighed er ens.
Stadsretten eller "birkeretten", som den kalder sig selv, menes at hidrøre fra Lund, hvorfra den bredte sig til landskabets øvrige købstæder. Den viser os et nordisk bystyre forholdsvist upåvirket af tysk indflydelse. Der siges således intet om rådet, men alle beslutninger træffes i fællesskab på bytinget. Birkeretten må stamme fra 1200-tallet og fra først af have været affattet på latin, ligesom vore øvrige stadsretter, men kendes ikke desto mindre kun i en dansk oversættelse fra omkr. 1400.